# Dunville
Dunville is een buurt (neighbourhood) van de gemeente Placentia in de Canadese provincie Newfoundland en Labrador. De plaats bevindt zich in het zuidoosten van het eiland Newfoundland en was tot 1994 een zelfstandige gemeente.

## Geschiedenis
In 1963 kreeg het dorp Dunville een gemeentebestuur. In 1994 werd de gemeente opgeheven en smolt de plaats met enkele omliggende dorpen samen tot de nieuwe fusiegemeente Placentia.

## Geografie
Dunville ligt in het westen van het schiereiland Avalon, het zuidoostelijke schiereiland van Newfoundland. Het ligt in vogelvlucht ruim 4 km ten noordoosten van het dorp Placentia, de hoofdplaats van de gelijknamige gemeente. Dunville bevindt zich op een rijafstand van 120 km van de provinciehoofdstad St. John's.
De plaats ligt aan de noordelijke oever van een smalle zeearm genaamd Northeast Arm. De bebouwing strekt zich langs de kust uit over een afstand van 6 km met als hoofdbaan provinciale route 100.
Route 102 begint ter hoogte van de plaats als aftakking van Route 100 en leidt naar het 10 km verder noordwaarts gelegen dorp Fox Harbour. In het westen is de plaats deels vergroeid met de eveneens tot Placentia behorende buurt Ferndale. Ten oosten van Dunville ligt er daarentegen een uitgestrekt en vrijwel volledig onbewoond gemeentevrij gebied.

## Demografie
Onderstaande grafiek geeft de demografische ontwikkeling van Dunville weer tussen 1951 en 1986. Sinds het ontstaan van de fusiegemeente Placentia in 1994 worden er geen aparte bevolkingsdata voor het dorp meer verzameld.
| Demografische ontwikkeling van Placentia tussen 1951 en 1986 |
| ------------------------------------------------------------ |
|                                                              |
| Bron: Statistics Canada                                      |